# Giro del Friuli 1981
Il Giro del Friuli 1981, ottava edizione della corsa, si svolse il 13 agosto 1981 su un percorso di 244,4 km, con partenza da Aviano e arrivo a Caneva. La vittoria fu appannaggio dell'italiano Wladimiro Panizza, che completò il percorso in 6h32'04", alla media di 37,402 km/h, precedendo i connazionali Marino Amadori e Giuseppe Saronni.

## Ordine d'arrivo (Top 10)
| Pos. | Corridore           | Squadra               | Tempo    |
| ---- | ------------------- | --------------------- | -------- |
| 1    | Wladimiro Panizza   | Gis Gelati-Campagnolo | 6h32'04" |
| 2    | Marino Amadori      | Magniflex-Olmo        | s.t.     |
| 3    | Giuseppe Saronni    | Gis Gelati-Campagnolo | a 1'17"  |
| 4    | Francesco Moser     | Famcucine-Campagnolo  | s.t.     |
| 5    | Palmiro Masciarelli | Famcucine-Campagnolo  | s.t.     |
| 6    | Luciano Lorenzi     | Santini-Selle Italia  | s.t.     |
| 7    | Pierino Gavazzi     | Magniflex-Olmo        | s.t.     |
| 8    | Erwin Lienhard      | Cilo-Aufina           | s.t.     |
| 9    | Alfio Vandi         | Selle San Marco       | s.t.     |
| 10   | Giovanni Battaglin  | Inoxpran              | s.t.     |